# Trucker Babes – 400 PS in Frauenhand
Trucker Babes – 400 PS in Frauenhand ist eine Reality-TV-Doku auf Kabel 1.

## Handlung
Die Serie begleitet LKW-Fahrerinnen auf den Straßen Europas, Amerikas und Australiens und filmt ihre Touren vom Beladen bis zum Anliefern. Die Doku gibt Einblicke in den Alltag der Fahrerinnen; gezeigt wird der Zeitdruck durch Staus oder Kontrollen und der ständige Kampf um einen Stellplatz für die Nachtruhen.

## Produktion
Produziert wird die Sendung von Story House Productions für Kabel 1. Das Format am Sonntagabend sehen im Schnitt 1,41 Millionen Zuschauer insgesamt und in der Zielgruppe im Alter zwischen 14 und 49 Jahren rund 900.000 Zuschauer (7,8 Prozent Marktanteil).

## Adaptionen
- Trucker Babes Austria[2]
- Lady Truckers (Belgien)
- Meiden die rijden (Niederlande)
- Les reines de la route (Frankreich)

## Spin-Offs
- Bus Babes, 7 Folgen 2019/20, Kabel 1 mit Wick Media.[3]
- Trecker Babes, 8 Folgen 2019/20, Kabel 1 mit Story House Productions.[4] Danach neue Folgen nur noch in der Joyn Mediathek.